# 吴永文
吴永文（1952年6月—），男性，湖北荆门人。中华人民共和国政治人物。1975年1月加入中国共产党。华中师范大学中共党史专业毕业，在职研究生学历，法学硕士。

## 生平
历任荆门市东宝区委书记、区长、市委政法委书记、市公安局局长、市委常委、副市长、市委副书记，湖北省劳动和社会保障厅厅长，鄂州市委书记、市人大常委会主任等职。2007年6月获任中共湖北省委常委，同年9月兼任省委政法委书记，2008年1月再兼任省公安厅厅长。2012年1月当选湖北省人大常委会副主任。吴永文于2013年1月因涉嫌包养情妇被带走接受调查。